# Cervaro
Cervaro – miejscowość i gmina we Włoszech, w regionie Lacjum, w prowincji Frosinone.
Według danych na rok 2004 gminę zamieszkiwało 7065 osób, 181,2 os./km².